# Pheidochloa vulpioides
Pheidochloa vulpioides är en gräsart som beskrevs av Jan Frederik Veldkamp. Pheidochloa vulpioides ingår i släktet Pheidochloa och familjen gräs. Inga underarter finns listade i Catalogue of Life.